# Oligocottus latifrons
Oligocottus latifrons és una espècie de peix pertanyent a la família dels còtids.

## Hàbitat
És un peix marí, demersal i de clima temperat.

## Distribució geogràfica
Es troba a Alaska i Washington (els Estats Units).

## Observacions
És inofensiu per als humans.